# Concesionaria de Líneas Aéreas Subvencionadas

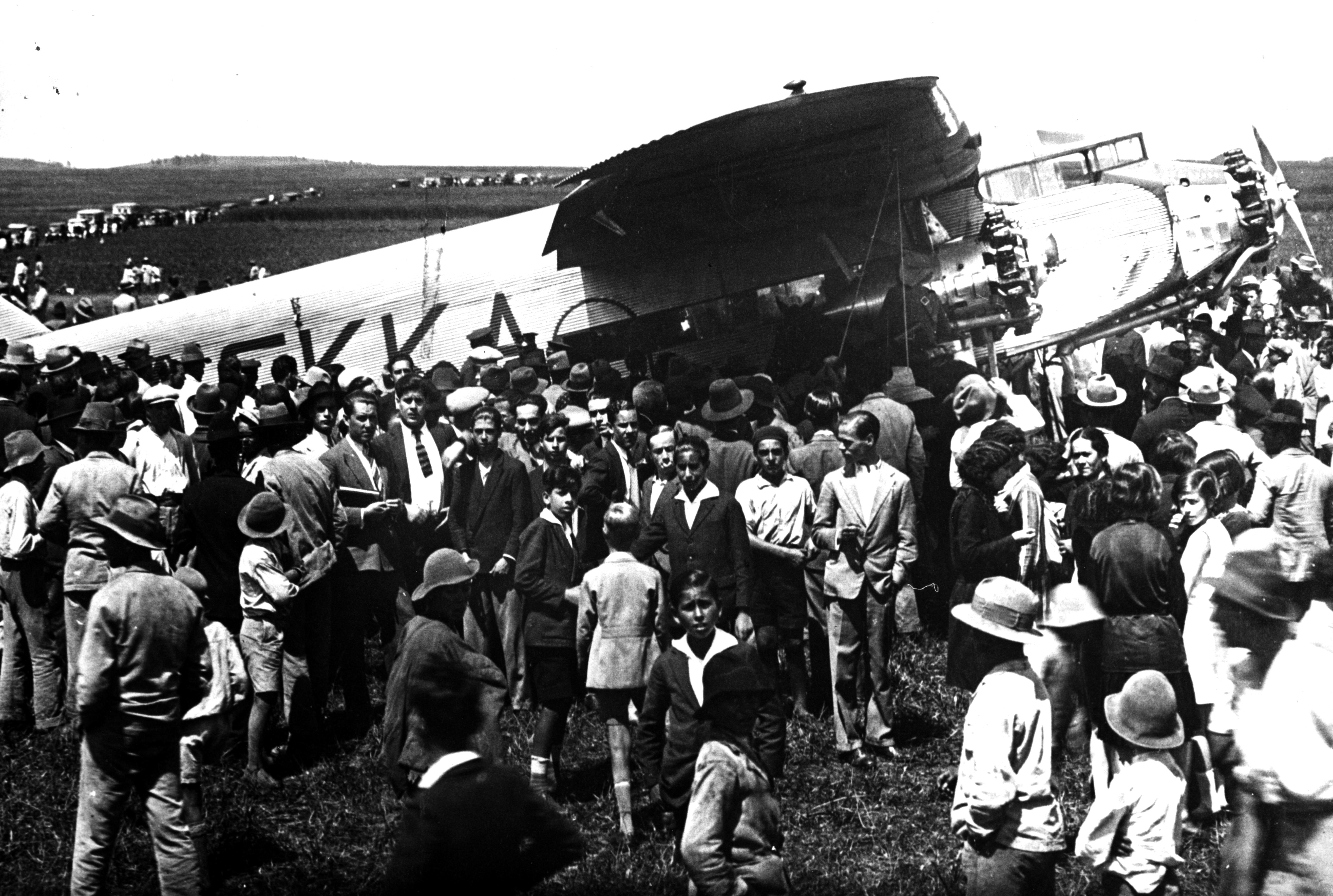
El histórico primer vuelo comercial entre la España peninsular y las Islas Canarias en un Ford 4 AT trimotor de CLASSA el 20 de mayo de 1930.

Concesionaria de Líneas Aéreas Subvencionadas, S.A. (CLASSA) fue una aerolínea española con base en Madrid, creada el 13 de mayo de 1929.
La aerolínea fue fundada en 1928 como resultado del objetivo de la dictadura militar de Miguel Primo de Rivera de tener una mayor aerolínea española controlada por el estado que monopolizara el transporte aéreo. Como se había hecho con CAMPSA y con CTNE, un monopolio constituido por la fusión de las empresas de aviación existentes en España se presentó como un objetivo deseable de interés general. El vuelo inaugural de CLASSA tuvo lugar el 27 de mayo de 1929 entre Getafe (Madrid) y Sevilla.
Esta aerolínea, que cesó sus operaciones en el segundo año de la República Española, se ganó una reputación positiva por no haber tenido un solo accidente aéreo durante su existencia.

## Historia
CLASSA fue una aerolínea creada a instancias del dictamen del Directorio Militar. Se estableció junto con el Consejo Superior de Aeronáutica en virtud de un decreto emitido el 9 de abril de 1927, cuyo objetivo explícito era unificar todas las líneas aéreas civiles existentes. Este objetivo reflejó la política del general Primo de Rivera de establecer monopolios fuertemente intervenidos por el estado para administrar los servicios públicos básicos de la nación. Tras un decreto emitido el 9 de enero de 1928 por el gobierno militar, se licitó la creación de una nueva aerolínea y se presentaron dos propuestas.
Las empresas que se fusionaron para formar CLASSA fueron Iberia LAE, Unión Aérea Española (U.A.E.), Compañía Española de Tráfico Aéreo (C.E.T.A.), la Compañía de formación de pilotos Compañía Española de Aviación (CEA) y la línea de dirigibles Transaérea Colón. Todas ellas fueron forzadas a aportar sus rutas y aviones a la recién creada compañía, pero retenían parte del accionariado de CLASSA. Las empresas que tenían contrato con el gobierno en ese momento, como la Compañía Aérea Jorge Loring, estaban exentas de afiliarse mientras su contrato con el gobierno aún estuviera vigente.
La nueva aerolínea se constituyó formalmente como empresa el 13 de marzo de 1929, con el nombre completo de Compañía de Líneas Aéreas Subvencionadas, Sociedad Anónima, pero pronto sería ampliamente conocida por sus siglas 'CLASSA'. La aerolínea recién formada iniciaría oficialmente la plena operación de las líneas voladas por las anteriores compañías cuando se aprobó por Real Decreto de 25 de noviembre de 1929. Sin embargo, y a todos los efectos, se consideró como fecha oficial de su constitución el 25 de mayo de 1929, fecha en la que CLASSA se hizo cargo de todos los derechos y obligaciones, incluidas las flotas y el personal de las empresas fusionadas. La Compañía Española de Tráfico Aéreo (C.E.T.A.), aerolínea española pionera que había sido fundada en 1920, dejó de existir después de la fecha oficial de constitución de CLASSA.
La nueva compañía obtuvo el contrato del transporte aéreo el 23 de noviembre de 1929, comenzando a operar el 27 de mayo de 1929 la línea Madrid-Sevilla de U.A.E.; el 20 de junio la línea Madrid-Barcelona de Iberia; el 30 de septiembre la línea Sevilla-Larache (Marruecos español) y llegándose a un acuerdo para la explotación conjunta de la línea Madrid-Biarritz-París con la Compagnie Générale Aéropostale. A principios de 1931 CLASSA estableció la conexión aeropostal con las Islas Canarias a través de la línea Sevilla-Larache-Casablanca-Agadir-Cabo Juby-Las Palmas.
La única excepción fue el vuelo Sevilla-Granada de la U.A.E. que continuaría siendo operado por esta compañía hasta enero de 1930. En esa fecha, los dos Junkers G 24 restantes utilizados por U.A.E. para operar esa línea —uno había sido cedido a CLASSA el año anterior— se incorporaron a la flota de CLASSA. U.A.E había vendido todas sus acciones de CLASSA a Jorge Loring Martínez el 24 de mayo de 1929, por lo que Loring se convirtió en el principal accionista de facto de la nueva empresa. La línea Sevilla-Tetuán-Larache de la Compañía Aérea Jorge Loring sería absorbida por CLASSA el 31 de enero de 1931, fecha en la que la Compañía Aérea Jorge Loring a su vez dejó de existir.
En mayo de 1930, CLASSA realizó el primer vuelo comercial a las Islas Canarias utilizando uno de sus trimotores Ford 4-AT, el único avión de la flota que tenía una radio a bordo. El avión, que partía del aeródromo de Getafe, aterrizó el 20 de mayo en el aeródromo de Los Rodeos (ahora Tenerife Norte) en la isla de Tenerife.
Tras la proclamación de la Segunda República se nacionalizó la totalidad de los servicios públicos aéreos, suspendiéndose el contrato entre CLASSA y el Estado, incautando los bienes de la compañía y traspasándolos a una compañía pública de nueva creación. El 23 de septiembre de 1931, se declaró nulo el contrato entre la CLASSA y el Estado, las líneas aeropostales explotadas por CLASSA pasaron a manos de la compañía Líneas Aéreas Postales Españolas (LAPE), que vio reconocidos sus derechos de explotación por la Ley de 8 de abril de 1932. Entre 1932 y 1933, el servicio aéreo de LAPE quedó limitado a las líneas Madrid-Sevilla y Madrid-Barcelona. En marzo de 1934 se reinició el servicio con Canarias y en septiembre de ese mismo año se abrió la línea Madrid-Valencia. Un año después, en 1935, funcionaron de forma intermitente las líneas Barcelona-Palma de Mallorca, Barcelona-Valencia y Valencia-Palma de Mallorca. A comienzos del verano de 1936, la línea de Canarias se prolongó con el enlace Las Palmas-Tenerife. Todos los accionistas de CLASSA recibieron una indemnización por ello.

## Flota
- 2 Ford 4-AT
- 2 Fokker F.VII
- 1 CASA-Breguet 26T Limousine[10]
- 3 Junkers G 24[6]